# Tony Giglio
Tony Giglio (* 3. Juni 1971, Medford, Massachusetts als Anthony Giglio Jr.) ist ein US-amerikanischer Drehbuchautor und Regisseur.

## Leben
Anthony Giglio Jr. wurde in Medford, Massachusetts geboren. Er besuchte die private Seton Hall University in South Orange, New Jersey, die er im Jahr 1993 mit einem Bachelor of Arts verließ. Er ist Mitglied der Directors Guild of America, Writers Guild of America und Screen Actors Guild Gewerkschaften.

## Karriere
Im Jahr 1995 spielte Tony Giglio in der Komödie Kicking and Screaming und für eine Folge in der Fernsehserie Superman – Die Abenteuer von Lois & Clark mit. Im gleichen Jahr erhielt er eine Anstellung als Regieassistent bei der Komödie The Way We Are. Danach arbeitete Giglio bis 1997 als Produktionsassistent bei den Filmen Schneller als der Tod, Heat, Fear – Wenn Liebe Angst macht, Flucht aus L.A., Bulletproof, Versprochen ist versprochen, Der Dummschwätzer und Dante’s Peak. Im gleichen Zeitraum sammelt er auch Erfahrungen als Set-Produktionsassistent bei den Filmen T2 3-D: Battle Across Time und Das große Basketball-Kidnapping. 1997 arbeitet er weiter als Assistent für die Filme Der Dummschwätzer, Anticipating Sarah und Dante’s Peak. Im Jahr 1999 führte, trat er das erste Mal als Produzent bei der Komödie Soccer Dog – Ein Hund bleibt am Ball in Erscheinung, wobei er auch selbst Regie führte. Bei dem Abenteuerfilm Das Mercury Projekt (2000) führte er bei der Second Unit Regie und im Jahr darauf war er für den Kurzfilm Love, Sex & Murder wieder als Regisseur verantwortlich. Es folgten weitere Filme wie U-Boat (2004), Chaos (2005) und Timber Falls (2007) in denen er Regie führte. Für diese drei Filme verfasste er zudem das Drehbuch. Im Jahr 2010 arbeitete er wieder als 2nd Unit Regisseur bei dem Film Resident Evil: Afterlife von Paul W. S. Anderson. Nach diesem Engagement verfasste er für und mit Paul W. S. Anderson das Drehbuch für die Direct-to-DVD-Produktion Death Race 2 das Drehbuch. Für die Fortsetzung Death Race: Inferno wurde er ebenfalls als Drehbuchautor engagiert. Für den Actionfilm Arena (2011) schrieb Giglio das Drehbuch, indem Samuel L. Jackson mitspielte. Weitere B-Filme folgten.

## Filmografie
| - 2004: U-Boat (In Enemy Hands) - 2005: Chaos - 2007: Timber Falls - 2010: Death Race 2 - 2011: Arena - 2012: Death Race: Inferno - 2018: Death Race: Anarchy - 2019: Doom: Die Vernichtung (Doom: Annihilation) - 1999: Soccer Dog – Ein Hund bleibt am Ball (Soccer Dog: The Movie) - 2001: Love, Sex & Murder (Kurzfilm) - 2004: U-Boat (In Enemy Hands) - 2005: Chaos - 2007: Timber Falls - 2013: Extraction - 2017: S.W.A.T.: Unter Verdacht (S.W.A.T.: Under Siege) - 2019: Doom: Die Vernichtung (Doom: Annihilation) - 1999: Soccer Dog – Ein Hund bleibt am Ball (Soccer Dog: The Movie) - 2000: Das Mercury Projekt (Rocket’s Red Glare, Fernsehfilm) - 2004: Soccer Cup: Torschütze auf 4 Pfoten (Soccer Dog: European Cup) | - 1995: Kicking and Screaming - 1995: Superman – Die Abenteuer von Lois & Clark (Fernsehserie, Folge 2x19 Target: Jimmy Olsen) - 1995: The Way We Are (Quiet Days in Hollywood) - 1995: Heat - 1995: Schneller als der Tod (The Quick and the Dead) - 1996: Versprochen ist versprochen (Jingle All the Way) - 1996: Bulletproof - 1996: Flucht aus L.A. (John Carpenter’s Escape from L.A.) - 1996: T2 3-D: Battle Across Time - 1996: Das große Basketball-Kidnapping (Celtic Pride) - 1996: Fear – Wenn Liebe Angst macht (Fear) - 1997: Der Dummschwätzer (Liar Liar) - 1997: Dante’s Peak - 2000: Das Mercury Projekt (Rocket’s Red Glare, Fernsehfilm) - 2010: Resident Evil: Afterlife (2nd Unit Regisseur) |